# Topcon
Topcon Corporation là tập đoàn sản xuất những thiết bị cho y học, định vị, xây dựng,...
Topcon Positioning là một bộ phận của tập đoàn này.
Về các lĩnh vực trong định vị (máy GPS, GIS, Total Station, Theodolite, Autolevel, mmGPS, Automated machines,...) đây là tập đoàn đứng đầu tại Nhật Bản (xếp sau nó là Sokkia và Nikon).

## Hoạt động
Tại châu Á, Topcon cũng giữ vị trí số 1 của mình nhờ sự đột phá mạnh vẽ về công nghệ. Giúp cho người dùng giảm đáng kể thời gian làm việc, đồng thời nâng cao độ chính xác, độ tin cậy trong công việc lên nhiều lần (nhờ những máy đo Laser xa 2000m, máy toàn đạc chạy trên nền Windows CE.NET, máy GPS đo động thời gian thực với độ chính xác cao).
Hãng Topcon vừa cho ra đời một Model máy GPS mới có khả năng thu cùng lúc 3 nhóm vệ tinh (GPS của Mỹ, GLONASS của Nga, và Galileo của Châu Âu sẽ đưa lên vào năm 2008).
Ở những quốc gia lớn như Mỹ, Australia, Trung Quốc,... người làm xây dựng cũng như khảo sát, lập bản đồ đều biết đến Topcon. Những công ty xây dựng đặc biệt thích dùng sản phẩm của Hãng Topcon bởi những tính năng hiện đại, dễ sử dụng, hiệu suất cao.